# Mark Webber (skådespelare)
Mark Allen Webber, född 19 juli 1980 i Minneapolis i Minnesota, är en amerikansk skådespelare. Han är bland annat känd för att ha medverkat i filmer som Snow Day, The Laramie Project och Scott Pilgrim vs. the World. Han spelar rollen som Stephen Stills i den sistnämnda filmen, vilket han även gör i dess TV-serie Scott Pilgrim Takes Off, denna gång som röstskådespelare.
Mark Webber föddes i Minneapolis som son till den advokaten Cheri Lynn Honkala, som var sjutton år gammal när han föddes. Han flyttade sedan som nioåring år 1989 till Philadelphia med sin mor. Han är av cheyennesk och finsk härkomst genom sin mormor och morfar.
Webber hade tidigare ett förhållande med skådespelerskan Frankie Shaw, med vilken han har en son (född 2008). Sedan den 21 december 2013 är han gift med den australiska skådespelerskan Teresa Palmer. Makarna har två söner (födda 2014 och 2016) och två döttrar (födda 2019 och 2021).

## Filmografi (i urval)

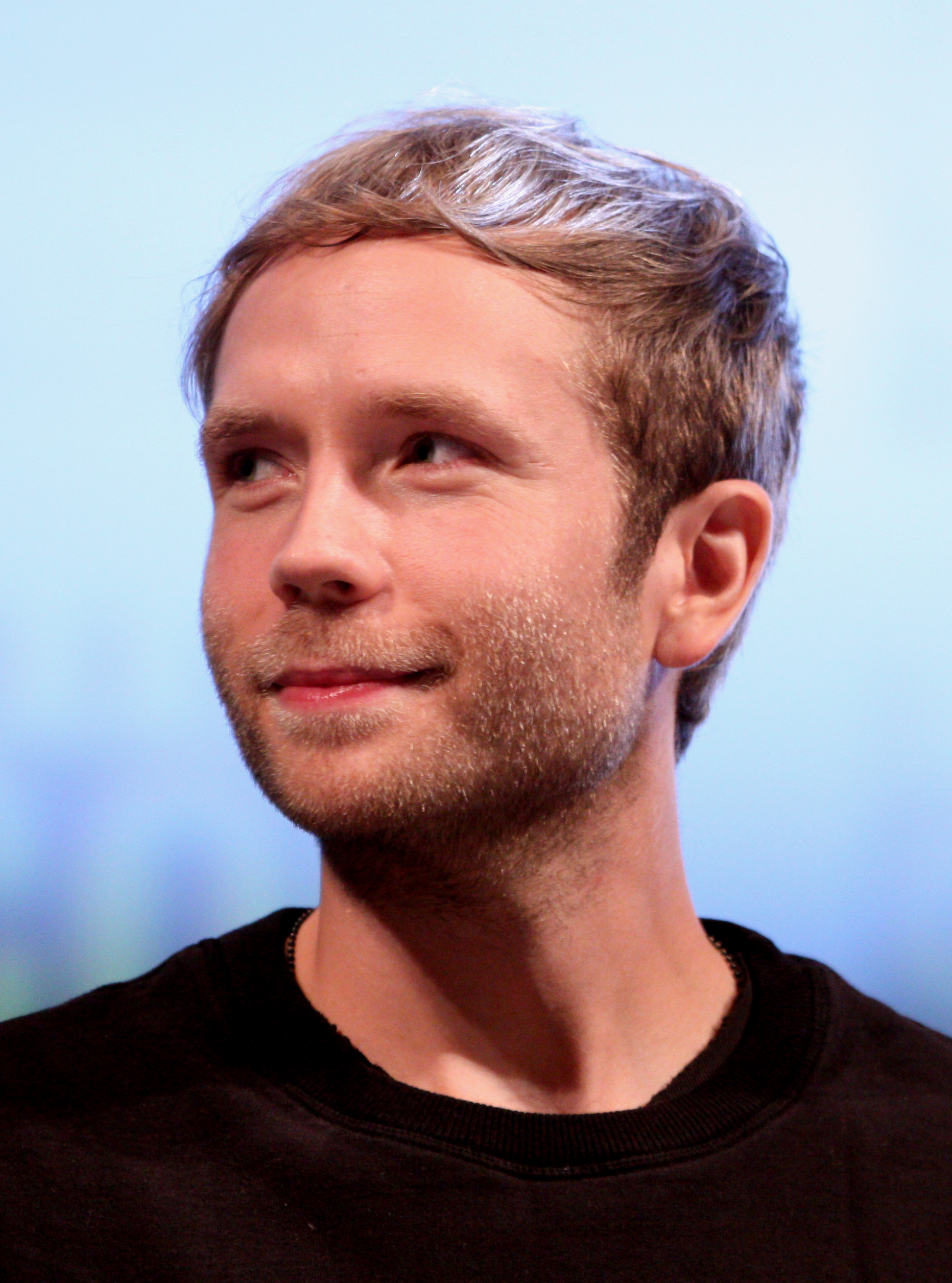
Mark Webber under San Diego Comic-Con, den 22 juli 2010.

### TV-serier
- 2010 – Medium (TV-serie)
- 2017–2019 – SMILF (TV-serie)
- 2023 – Scott Pilgrim Takes Off (TV-serie) (röst)[12]

### Filmer
- 1999 – Jesus' Son
- 1999 – Drive Me Crazy
- 2000 – Animal Factory
- 2000 – Snow Day
- 2000 – Boiler Room
- 2001 – Storytelling
- 2001 – Chelsea Walls
- 2002 – The Laramie Project (TV-film)
- 2002 – Hollywood Ending
- 2002 – People I Know
- 2005 – Dear Wendy
- 2005 – Broken Flowers
- 2006 – The Hottest State
- 2009 – Shrink
- 2010 – Scott Pilgrim vs. the World (även sångare)
- 2012 – The End of Love (även regi)
- 2012 – Save the Date
- 2012 – For a Good Time, Call...
- 2013 – Goodbye World
- 2014 – Laggies
- 2014 – Happy Christmas
- 2014 – 13 Sins
- 2014 – Jessabelle
- 2015 – Green Room
- 2018 – Don't Worry, He Won't Get Far on Foot
- 2024 – Trigger Warning